# Markham—Unionville (circonscription provinciale)
Circonscription électorale provinciale du Canada
Markham—Unionville est une circonscription provinciale de l'Ontario représentée à l'Assemblée législative de l'Ontario depuis 2007.

## Géographie
La circonscription comprend :
- Une partie de la Municipalité régionale d'York ;
- Une partie de la ville de Markham.

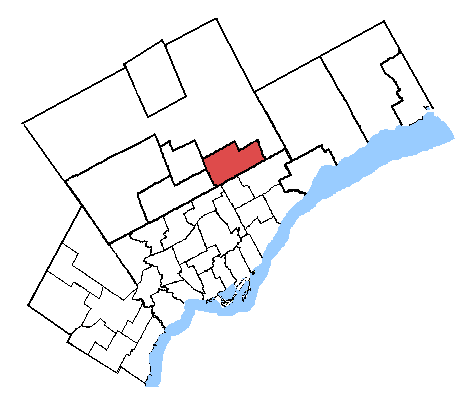
La circonscription de Markham—Unionville (2003-2018).

## Historique
| Législature                                         | Années        | Député | Député            | Parti                     |
| --------------------------------------------------- | ------------- | ------ | ----------------- | ------------------------- |
| Markham—Unionville Circonscription issue de Markham |               |        |                   |                           |
| 39e                                                 | 2007–2011     |        | Michael Chan (en) | Libéral                   |
| 40e                                                 | 2011–2014     |        | Michael Chan (en) | Libéral                   |
| 40e                                                 | 2014–2018     |        | Michael Chan (en) | Libéral                   |
| 42e                                                 | 2018–2022     |        | Billy Pang        | Progressiste-conservateur |
| 43e                                                 | 2022–2025     |        | Billy Pang        | Progressiste-conservateur |
| 44e                                                 | 2025–en cours |        | Billy Pang        | Progressiste-conservateur |

## Circonscription provinciale
Depuis les élections provinciales ontariennes du 4 octobre 2007, l'ensemble des circonscriptions provinciales et des circonscriptions fédérales sont identiques.